# Lobelia vanreenensis
Lobelia vanreenensis là loài thực vật có hoa trong họ Hoa chuông. Loài này được (Kuntze) K.Schum. mô tả khoa học đầu tiên năm 1900.